# Marsanne (uva)
Marsanne é uma casta de uva branca da família da Vitis vinifera originária da região do Rio Reno e normalmente utilizada junto com a uva Roussanne, como base para o vinho Hermitage. No Languedoc normalmente é misturada à uva Viognier.

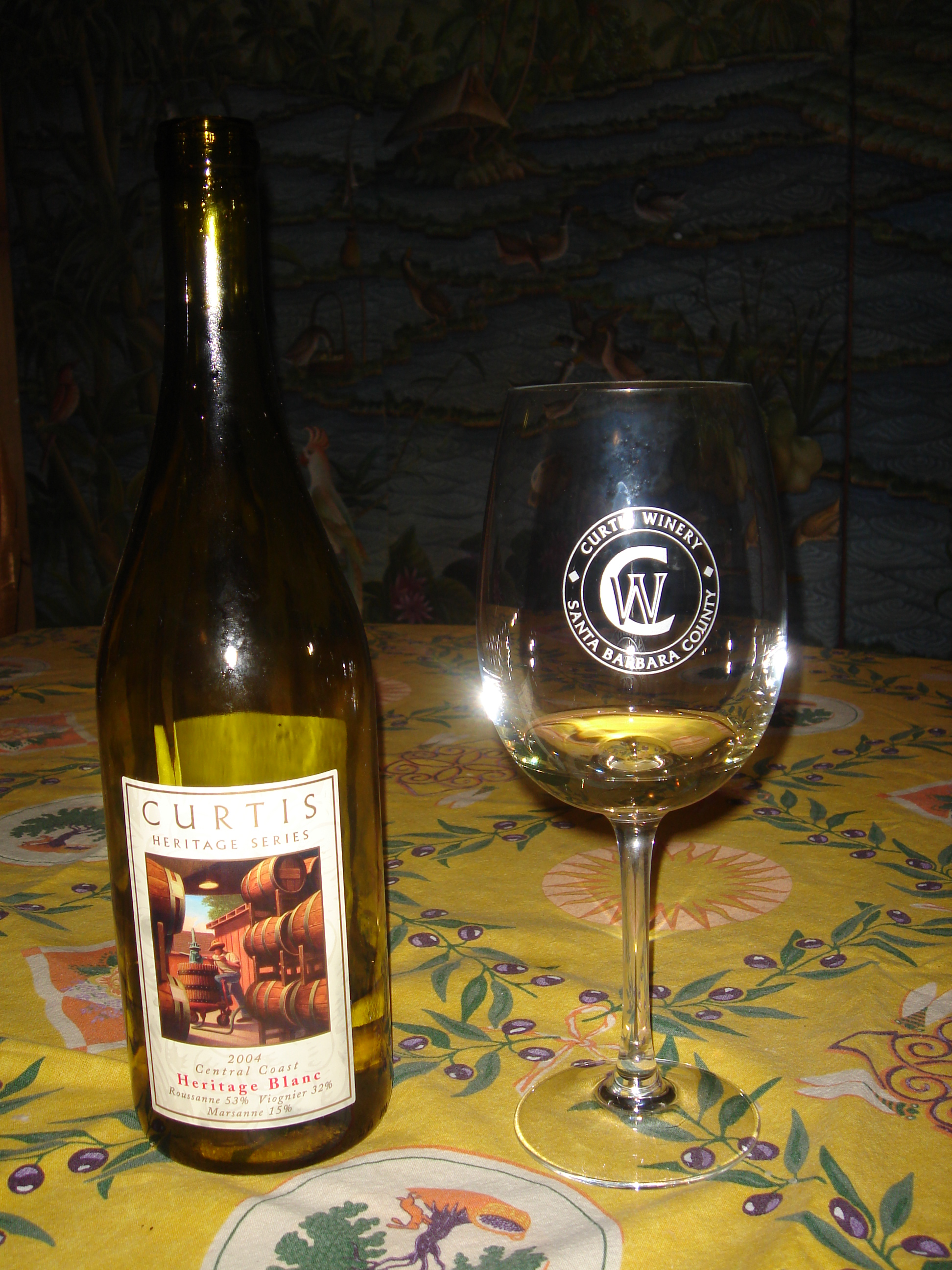
Vinho californiano Curtis Heritage Blanc, feito a partir do blend de uvas marsanne (15%), roussanne (53%) e viognier (32%).